# زیرزمین (فیلم ۱۹۲۸)
زیرزمین (به انگلیسی: Underground) یک فیلم به کارگردانی آنتونی اسکویت است که در سال ۱۹۲۸ منتشر شد. از بازیگران آن می‌توان به برایان اهرن، الیسا لندی، و نورا بارینگ اشاره کرد.